# 2007 en philosophie
Chronologie de la philosophie
- 2003
- 2004
- 2005
- 2006
- 2007
- 2008
- 2009
- 2010
- 2011

L’année 2007 a été marquée, en philosophie, par les événements suivants :

## Publications

### Premières publications
- Le Cygne noir, de Nassim Nicholas Taleb.
- Les Libertins baroques, de Michel Onfray.
- Tous philosophes, de Vincent Cespedes.

### Rééditions
- Pierre Bayle : Pensées sur la comète (1682), (édition Paris : GF, 2007).

### Traductions
- Johann Clauberg :  Logique ancienne et nouvelle, Paris, Vrin 2007. Présentation, traduction et notes par Jacqueline Lagrée et Guillaume Coqui, texte partiellement en ligne.

## Décès
- 3 novembre : Suzanne Bachelard, philosophe et universitaire française (° 18 octobre 1919)